# Allan Simonsen (kierowca)
Allan Simonsen (ur. 5 lipca 1978 w Odense, zm. 22 czerwca 2013 w Le Mans) – duński kierowca wyścigowy. W 2007 roku ukończył wyścig 24h Le Mans w klasie GT2 na trzecim miejscu, a w 2010 w tej samej klasie był drugi.
Podczas wyścigu 24h Le Mans w 2013 roku, w wyniku odniesionych w wypadku obrażeń zmarł w centrum medycznym.

## Wyniki w 24h Le Mans
| Rok  | Zespół                             | Partner                                | Samochód                 | Klasa   | Okrążenia | Poz. | Poz. Klasa |
| ---- | ---------------------------------- | -------------------------------------- | ------------------------ | ------- | --------- | ---- | ---------- |
| 2007 | Autorlando Sport Farnbacher Racing | Pierre Ehret Lars-Erik Nielsen         | Porsche 997 GT3-RSR      | GT2     | 309       | 21   | 3          |
| 2008 | Kruse Schiller Motorsport          | Jean de Pourtales Hideki Noda          | Lola B05/40-Mazda        | LMP2    | 147       | NU   | NU         |
| 2009 | Hankook Team Farnbacher            | Dominik Farnbacher Christian Montanari | Ferrari F430 GT2         | GT2     | 183       | NU   | NU         |
| 2010 | Hankook Team Farnbacher            | Dominik Fanbacher Leh Keen             | Ferrari F430 GT2         | GT2     | 336       | 12   | 2          |
| 2011 | Hankook Team Farnbacher            | Dominik Farnbacher Leh Keen            | Ferrari 458 Italia GTC   | GTE Pro | 137       | NU   | NU         |
| 2012 | Aston Martin Racing                | Christoffer Nygaard Kristian Poulsen   | Aston Martin Vantage GTE | GTE Am  | 31        | NU   | NU         |
| 2013 | Aston Martin Racing                | Christoffer Nygaard Kristian Poulsen   | Aston Martin Vantage GTE | GTE Am  | 2         | NU   | NU         |